# 打通南北航线
打通南北航线是指以黎明轮在1968年4月至5月间从广东湛江至山东青岛的航行为标志，中国大陆方面恢复使用本国船只运行南北港口间海运的事件。
1949年，随着兩岸分治及中华人民共和国政府参加朝鲜战争，中華民國國軍在美国政府支持下，开始对台湾海峡进行军事封锁，是为關閉政策。中华人民共和国当时无力进行军事反击，只能租用外轮进行航运，本国船只在中国大陆南北港口间的航运就此中断。
1965年八六海战和崇武以东海战后，1966年5月中华人民共和国国务院总理周恩来批复中华人民共和国交通部开辟南北航线的报告。交通部则选定广州远洋运输公司下属的黎明轮担任首航，由顧馥山擔任船長。1968年4月25日，黎明轮从广东湛江港起航南下，由巴拉巴克海峡进入苏禄海，沿棉兰老岛北岸通过苏里高海峡、聖貝納迪諾海峽进入太平洋，向东北折向日本沿海，过大隅海峡进入东海。黎明轮于5月8日抵达青岛港，航程4533海里，6月2日至14日原路返回湛江港。9月22日至10月4日，同属广州远洋运输公司的九江轮进行了湛江港至上海港的航行。10月22日，周恩来正式批准开辟南北航线。
1972年2月，尼克松访华，中美关系破冰。10月，五指山轮从海南八所港至大连港的航行，将南北航线距离大大缩短。1974年7月，阳明山轮从湛江港至青岛港的航行再度缩短航程。但由于大陆方面船只不能在台湾海峡正常通行，南北航线只得长期绕行太平洋。直到1979年，中国大陆方面船只在台湾海峡复航。